# Strage di Firenze (2011)
La strage di Firenze è un fatto di cronaca nera avvenuto il 13 dicembre 2011 durante il quale due senegalesi, Samb Modou, 40 anni, e Diop Mor, 54 anni, furono uccisi da Gianluca Casseri, un estremista di destra sostenitore e attivista di CasaPound, che si suicidò mentre le forze dell'ordine gli davano la caccia.

## Svolgimento dei fatti
Alle 12.30, a piazza Dalmazia, Gianluca Casseri, noto simpatizzante e attivista di CasaPound, spara con un .357 Magnum in direzione di alcuni senegalesi, uccidendo Samb Modou, nato il 17 maggio 1971, e Diop Mor, nato il 2 marzo 1957. Un'altra persona, Moustapha Dieng, 37 anni, si salva, ma rimane gravemente ferito alla schiena e alla gola, e da quel momento costretto su una sedia a rotelle. Dopo l'azione omicida, l'attentatore fugge a bordo della sua auto.
Scatta subito una caccia all'uomo condotta da polizia e carabinieri, mentre dopo il duplice omicidio ci sono manifestazioni spontanee di protesta di alcuni gruppi della comunità senegalese. Un corteo parte da piazza Dalmazia e arriva alla Fortezza da Basso, invadendo il centro della città. Una delegazione raggiunge la Prefettura, dove accorrono anche il sindaco Matteo Renzi e il presidente della Regione Enrico Rossi. In questi momenti un gruppetto si stacca dal corteo e si registrano attimi di tensione, proseguiti anche nel pomeriggio, con dei cassonetti rovesciati, alcune vetrine spaccate e negozi danneggiati in via Circondaria e in zona Fortezza Da Basso.
Casseri viene localizzato verso le 15.00, dopo l'allarme lanciato da due agenti della questura che, durante la pausa pranzo, avevano udito degli spari nelle vicinanze del Mercato Centrale di San Lorenzo. Casseri procede con la sua missione omicida e spara a Sougou Mor, 32 anni, ferendolo gravemente, e a Cheikh Mbengue, 42 anni, che si salva. La polizia riesce infine a individuare Casseri nel parcheggio sotterraneo del Mercato Centrale.

## Gianluca Casseri
L'autore dell'attentato, Gianluca Casseri, nato a Pistoia il 3 febbraio 1961, residente nella località di Cireglio, era un ragioniere, attivista e militante di CasaPound già noto alle forze dell'ordine per manifestazioni non autorizzate, minacce, oltraggio e resistenza a pubblico ufficiale. Molto attivo su internet e su diverse riviste e siti online, tra cui Ideodromo, vicina a CasaPound, e sulla rivista La Soglia, da lui fondata, e sempre online si era dichiarato appassionato di fantasy e fantascienza, in particolare di scrittori quali J. R. R. Tolkien e di Howard Philips Lovecraft. Aveva scritto articoli che evidenziano una vicinanza al neonazismo, al neofascismo, al negazionismo della Shoah e la cultura celtica e neopagana. Aveva anche pubblicato alcuni libri tra cui I protocolli del Savio di Alessandria, saggio critico nei confronti dello scrittore Umberto Eco e il suo libro Il cimitero di Praga nel quale venivano espresse inoltre posizioni negazioniste e la convinzione di complotto mondiale organizzato dagli ebrei ispirato al falso storico dei protocolli dei Savi di Sion. Aveva inoltre partecipato alla collaborazione per il volume Albero di Tolkien nel 2007, saggio critico che rileggeva Tolkien in chiave politica di estrema destra curato dal giornalista e storico della letteratura fantastica italiana Gianfranco de Turris, già segretario della Fondazione Julius Evola.

## Memoriale in piazza Dalmazia
Il 13 gennaio 2012 in piazza Dalmazia, viene eretta una lapide a perenne memoria delle vittime della strage, per affermare che la città di Firenze ripudia il razzismo.
Il 2 giugno 2013, il Consiglio dei Ministri ha concesso la cittadinanza italiana a Moustapha Dieng, Sougou Mor e Cheikh Mbengue, i tre senegalesi rimasti feriti nella strage.
| A RICORDO DI DIOP MOR - SAMB MODOU VITTIME DI FOLLIA RAZZISTA IL 13 DICEMBRE 2011 A PERENNE MEMORIA IN FIRENZE CITTÀ OPERATRICE DI PACE PER AFFERMARE I VALORI DI INTEGRAZIONE E SOLIDARIETÀ |